# Gubernatorzy Pitcairn

Flaga Gubernatora Pitcairn

Gubernator Pitcairnu jest reprezentantem brytyjskiego monarchy na Wyspach Pitcairn, które są ostatnią brytyjską kolonią na Pacyfiku. Wyspy te mają dość szeroką lokalną autonomię, jednak znajdują się pod zwierzchnictwem Gubernatora.
Z powodu niewielkiej populacji terytorium (zmalała z 233 w latach 30. do 65 osób obecnie (2015 r.), nigdy nie rozważano zorganizowania oddzielnego przedstawicielstwa i siedziby na wyspie. Zamiast tego Gubernatorem Pitcairnu od 1898 roku był Gubernator Fidżi. Kiedy w 1970 roku Fidżi uzyskało niepodległość i stało się republiką, a urząd Gubernatora przestał funkcjonować, kompetencje Gubernatora Pitcairnu przejął wysoki komisarz brytyjski w Nowej Zelandii. W latach 2018–2022 urząd ten sprawowała Laura Clarke.
Władza Gubernatora na wyspach jest w praktyce tylko nominalna. Jednak Richard Fell, Gubernator Pitcairn w latach 2001–2006, użył swoich kompetencji do zdymisjonowania ówczesnego burmistrza wyspy oskarżonego o seksualne wykorzystywanie nieletnich.

## Gubernatorzy Pitcairn[3]
| Osoba | Osoba                  | Kadencja          | Kadencja       |
| #     | Imię i nazwisko        | Od                | Do             |
| ----- | ---------------------- | ----------------- | -------------- |
| 1     | Arthur Galsworthy      | Października 1970 | Stycznia 1973  |
| 2     | David Aubrey Scott     | Stycznia 1973     | 1975           |
| 3     | Harold Smedley         | Lutego 1976       | 1980           |
| 4     | Richard Stratton       | Września 1980     | 1984           |
| 5     | Terence Daniel O'Leary | Lipca 1984        | 1987           |
| 6     | Robin Byatt            | Grudnia 1987      | 1990           |
| 7     | David Moss             | Września 1990     | 1994           |
| 8     | Robert Alston          | Sierpnia 1994     | 10 lutego 1998 |
| 9     | Martin Williams        | Kwietnia 1998     | 2001           |
| 10    | Richard Fell           | 10 grudnia 2001   | Kwietnia 2006  |
| 11    | George Fergusson       | 2 maja 2006       | 18 maja 2010   |
| 12    | Victoria Treadell      | 3 czerwca 2010    | Lipca 2014     |
| 13    | Jonathan Sinclair      | 15 sierpnia 2014  | 9 grudnia 2017 |
| 14    | Laura Clarke           | 25 stycznia 2018  | 7 lipca 2022   |
| 15    | Iona Thomas            | 9 sierpnia 2022   | nadal          |